# PayCute
PayCute（ペイキュート）は、株式会社PayCuteにより開発・運営されているマッチングサイト・スマートフォン用マッチングアプリである。2023年8月31日サービス終了。

## 概要
PayCute（ペイキュート）は、株式会社PayCuteにより開発・運営されているマッチングサイト・スマートフォン用マッチングアプリである。コンセプトは「あなた自身がブランディングする。未来へつなぐPayCute」。全国18歳以上の男女が利用可能。ただし、18歳であっても高校生は利用不可。2019年6月に事前登録が始まり、2019年7月にまずはWeb版のサービスを開始。同年8月にiOS版、同年10月にAndroid版がリリースされた。
2020年10月23日にコンシェルジュサービスを開始する。

## 沿革
- 2019年3月　設立
- 2019年7月　「PayCute」Web版 リリース
- 2019年8月　「PayCute」iOSアプリ リリース
- 2019年10月　「PayCute」Androidアプリ リリース